# Bund der Schweizerinnen gegen das Frauenstimmrech
Bund der Schweizerinnen gegen das Frauenstimmrech, var en schweizisk kvinnoorganisation, grundad 1959.
Den grundades av konservativa kvinnor under ledning av Gertrud Haldimann.  
Organisationen bildades efter folkomröstningen 1959, där män hade röstat om förslaget att införa kvinnlig rösträtt. Reformförslaget gick inte igenom den gången, men risken hade skrämt upp konservativa, som organiserade sig för att förhindra att reformen gick igenom i en framtida omröstning. 
Kvinnor i Schweiz fick rösträtt 1971. 